# Nyord Kirke
Nyord Kirke på øen Nyord ved Møn ligger centralt i byen, hvor de fleste veje fører til og rundt om kirken. Nyord Kirkes ottekantede facon passer perfekt til det grundstykke, kirken står på. Og det er formentlig den praktiske grund til dens grundplan. Her lå i 1846 et stykke ubenyttet jord af "forten" dvs. landsbyjorden omkring og mellem gårdene. Som muligt forbillede for kirken nævnes Karl den Stores, Frankerrigets kejsers, 8-kantede slotskapel fra o.800 i Aachen.
Beboerne på Nyord samlede selv sten til fundamentet. Kirken er ca. 9 m høj indvendigt. Den har seks jernvinduer. Kirkeklokken hang oprindeligt i kirkens tårn, men efter et par nedfald byggede man en særskilt klokkestabel.
Kirken, der blev indviet den 16. december 1846, er opført af tømrermester Otto Glahn fra Nykøbing Falster. Murene er af gule mursten på en pudset uprofileret sokkel. Der hvor kirken blev bygget, fandtes en stor stensætning af kampesten, som indbyggerne kaldte "Caplen".
Altertavlen over alterbordet af brædder, er et gipsrelief efter Bertel Thorvaldsens Kristus i Emmaus.
Nyord kirkegård ligger uden for byen på øens nordøstlige del. Nyord har altid været forbundet med søens folk. Det sætter sit præg på kirkegården, hvor ikke bare øens befolkning, men også udenlandske søfolk er stedt til hvile. Kirkegården er omgivet af træer og markerer sig stærkt på den ellers næsten træløse ø.
- Nyord Kirke
- Nyord Kirke
- Nyord Kirke
- Nyord Kirke
- Nyord Kirke
- Nyord Kirkes orgel
- Solen ringes ned
- Nyord Kirke indgangsparti
- Kongelige portrætter
- Skibet i Nyord Kirke
- Nyord Kirke prædikestol
- Præste rækkefølge_1
- Præste rækkefølge_2
- Døbefond Nyord kirke